# 施泰姆韦德
施泰姆韦德（德語：Stemwede，發音：[ʃtɛmˈveːdə] ⓘ）是德国北莱茵-威斯特法伦州代特莫尔德行政区明登-吕伯克县的市镇，面积166.13平方千米，2023年12月31日人口为13,314人。